# Elena Brjuchovec
Elena Jur'evna Brjuchovec, accreditata come Elena Bryukhovets dalla WTA (in russo Еле́на Ю́рьевна Брюхове́ц?; 8 giugno 1971), è un'ex tennista sovietica, successivamente ucraina.

## Carriera
In carriera ha vinto tre titoli di doppio. Nei tornei del Grande Slam ha ottenuto il suo miglior risultato raggiungendo il terzo turno nel singolare all'Open di Francia nel 1991 e nel 1992 e a Wimbledon nel 1991 e nel 1993.
Con la squadra sovietica di Fed Cup ha disputato un totale di 2 partite, ottenendo una vittoria e una sconfitta, mentre con la squadra ucraina ha giocato un totale di 9 partite, collezionando 7 vittorie e 2 sconfitte.
Dopo il ritiro ha aperto una scuola di tennis in Russia.

## Statistiche

### Singolare

#### Finali perse (1)
| Numero | Anno           | Torneo                    | Superficie | Avversaria in finale | Punteggio |
| 1.     | 7 ottobre 1990 | Moscow Ladies Open, Mosca | Sintetico  | Leila Meskhi         | 4-6, 4-6  |

### Doppio

#### Vittorie (3)
| Numero | Anno              | Torneo                              | Superficie  | Compagna            | Avversarie in finale         | Punteggio |
| 1.     | 6 maggio 1990     | Taranto Open, Taranto               | Terra rossa | Evgenija Manjukova  | Silvia Farina Rita Grande    | 7-6, 6-1  |
| 2.     | 28 ottobre 1990   | Puerto Rico Open, Dorado            | Cemento     | Natalija Medvedjeva | Amy Frazier Julie Richardson | 6–4, 6–2  |
| 3.     | 29 settembre 1991 | Moscow Ladies Open, San Pietroburgo | Sintetico   | Natalija Medvedjeva | Isabelle Demongeot Jo Durie  | 7-5, 6-3  |

#### Finali perse (2)
| Numero | Anno           | Torneo                    | Superficie  | Compagna           | Avversarie in finale         | Punteggio |
| 1.     | 7 ottobre 1990 | Moscow Ladies Open, Mosca | Sintetico   | Evgenija Manjukova | Gretchen Magers Robin White  | 2-6, 4-6  |
| 2.     | 10 maggio 1992 | Belgian Open, Waregem     | Terra rossa | Petra Langrová     | Manon Bollegraf Caroline Vis | 4-6, 3-6  |

### Risultati in progressione
| Sigla | Risultato               |
| ----- | ----------------------- |
| V     | Vincitore               |
| F     | Finalista               |
| SF    | Semifinalista           |
| O     | Oro olimpico            |
| A     | Argento olimpico        |
| SF    | Bronzo olimpico         |
| QF    | Quarti di Finale        |
| 4T    | Quarto turno            |
| 3T    | Terzo turno             |
| 2T    | Secondo turno           |
| 1T    | Primo turno             |
| RR    | Round Robin             |
| LQ    | Turno di qualificazione |
| A     | Assente                 |
| ND    | Non disputato           |

| Legenda superfici    |
| -------------------- |
| Cemento              |
| Terra battuta        |
| Erba                 |
| Superficie variabile |

#### Singolare nei tornei del Grande Slam
| Torneo          | 1990 | 1991 | 1992 | 1993 | 1994 |
| --------------- | ---- | ---- | ---- | ---- | ---- |
| Australian Open | A    | 1T   | A    | 1T   | A    |
| Open di Francia | A    | 3T   | 3T   | A    | 2T   |
| Wimbledon       | 1T   | 3T   | 1T   | 3T   | 2T   |
| US Open         | 2T   | A    | 1T   | 1T   |      |

#### Doppio nei tornei del Grande Slam
| Torneo          | 1990 | 1991 | 1992 | 1993 | 1994 | 1995 | 1996 | 1997 |
| --------------- | ---- | ---- | ---- | ---- | ---- | ---- | ---- | ---- |
| Australian Open | A    | 1T   | A    | A    | A    | A    | A    | A    |
| Open di Francia | 1T   | 2T   | 2T   | 2T   | 1T   | A    | A    | A    |
| Wimbledon       | 1T   | A    | 2T   | 2T   | 2T   | A    | A    | 1T   |
| US Open         | 1T   | 1T   | 2T   | 2T   | 2T   | A    | A    | A    |

#### Doppio misto nei tornei del Grande Slam
Nessuna partecipazione